# (3403) Tammy
(3403) Tammy (1981 SW) – planetoida z pasa głównego asteroid okrążająca Słońce w ciągu 3,75 lat w średniej odległości 2,41 j.a. Odkryta 25 września 1981 roku.